# White Haven
White Haven és una població dels Estats Units a l'estat de Pennsilvània. Segons el cens del 2000 tenia 1.182 habitants.

## Demografia
Segons el cens del 2000, White Haven tenia 1.182 habitants, 468 habitatges, i 329 famílies. La densitat de població era de 380,3 habitants per km².
Dels 468 habitatges en un 34% hi vivien nens de menys de 18 anys, en un 52,6% hi vivien parelles casades, en un 12,8% dones solteres, i en un 29,5% no eren unitats familiars. En el 26,5% dels habitatges hi vivien persones soles el 14,1% de les quals corresponia a persones de 65 anys o més que vivien soles. El nombre mitjà de persones vivint en cada habitatge era de 2,53 i el nombre mitjà de persones que vivien en cada família era de 3,06.
Per edats la població es repartia de la següent manera: un 27,3% tenia menys de 18 anys, un 7,3% entre 18 i 24, un 28% entre 25 i 44, un 20,9% de 45 a 60 i un 16,5% 65 anys o més.
L'edat mediana era de 37 anys. Per cada 100 dones de 18 o més anys hi havia 88,8 homes.
La renda mediana per habitatge era de 37.438$ i la renda mediana per família de 43.846$. Els homes tenien una renda mediana de 32.159$ mentre que les dones 27.386$. La renda per capita de la població era de 18.768$. Entorn del 4,5% de les famílies i el 6,4% de la població estaven per davall del llindar de pobresa.

## Poblacions més properes
El següent diagrama mostra les poblacions més properes.